# Xfig
Xfig ist ein Vektorgrafik-Zeichenprogramm, welches auf den meisten Unix-kompatiblen Betriebssystemen unter dem X Window System läuft und mit offenem Quellcode zu Bedingungen ähnlich der BSD-Lizenz frei verfügbar ist.

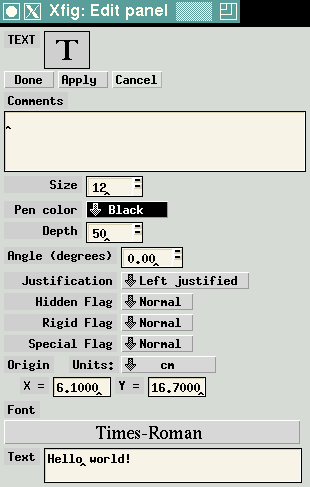
Typischer Dialog zum Ändern von Attributen (hier Textobjekt)

Die erste Version stammt aus dem Jahr 1985 von Supoj Sutanthavibul. Es geht insgesamt auf Ideen und Anregungen von Donald E. Fussell (Professor an der University of Texas at Austin) zurück.
Mit Xfig können Zeichnungen angefertigt werden, die aus Objekten wie Kreisen, Rechtecken, Linien, Polygonen, Splines, Text usw. bestehen. Verschiedene Attribute wie Farben oder Linienstile sind verfügbar. Für eingefügten Text stehen 35 Schriftarten zur Auswahl. Weiterhin können Bilder in Formaten wie PNG, GIF, JPEG, EPSF (PostScript) usw. eingebunden werden. Allerdings können Vektorgrafiken im SVG-Format weder importiert noch auch nur eingebunden werden (Stand: Xfig 3.2.8).
Xfig speichert die Grafiken als Textdateien in seinem eigenen Format (Dateiendung: .fig), kann aber mit Hilfe des zugehörigen Hilfsprogrammes fig2dev in verschiedene andere Formate wie (encapsulated) PostScript, PDF, GIF, JPEG, HP-GL und andere mehr exportieren.
Die Benutzung von Dialogen verläuft auf etwas ungewöhnliche Weise: Zum einen verfügt jedes Textfeld über eine permanente Schreibmarke in Form eines Zirkumflexes, zum anderen wird der Schreibfokus ohne Anklicken automatisch auf ein Textfeld gelegt, sobald sich der Mauszeiger darüber befindet.
Eine besondere Eigenschaft von Xfig besteht darin, dass Zeichnungen mit LaTeX-Beschriftungen versehen werden können. So kann die Ausgabe in zwei Dateien erfolgen: ein grafischer Teil in PostScript oder PDF und ein textueller Teil mit LaTeX-Kommandos. Diese Möglichkeiten werden durch die Einbindung von Transfig erzielt.

## Xfig-Dateien auf anderen Betriebssystemen nutzen
Das inzwischen nicht mehr erhältliche, auf der plattformunabhängigen Programmiersprache Java basierende Programm JFig konnte ebenfalls Dateien im .fig-Format bearbeiten. Es gestattete, .fig-Dateien auf allen Plattformen zu nutzen, auf denen Java zur Verfügung steht. Anwender der Betriebssystem-Familie Microsoft Windows können außerdem Xfig mit der Bibliothek Cygwin lauffähig machen oder .fig-Dateien mit dem Programm WinFIG bearbeiten. Im Gegensatz zu dem für Unix, GNU/Linux und Cygwin erhältlichen Xfig ist WinFig (wie ehemals auch JFig) nicht kostenlos erhältlich, sondern nur gegen Lizenzgebühren.
Für AmigaOS, AROS und MorphOS steht AmiFIG als Open Source zur Verfügung.